# Lucas Gafarot
Lucas Gafarot Santacatalina, mais conhecido como Lucas Gafarot (Sant Just Desvern, Barcelona, 26 de setembro de 1994) é um futebolista espanhol que atua como lateral-esquerdo. Atualmente joga pelo Barcelona B.

## Carreira

### Categorias de base
Começou sua carreira nas categorias de base do Sant Just jogando na lateral-esquerda. Já na base do Cornellà começou a jogar bastante avançado pela esquerda, muitas vezes fora de sua posição original, mais depois de um tempo Gafarot acabou se consolidando como lateral-esquerdo. Gafarot chegou na La Masia em 2012, para a categoria Juvenil A. Sobe o comando de Jordi Vinyals, logo se adaptou perfeitamente ao grupo e teve resultados magníficos, como ser campeão da División de Honor Juvenil de Fútbol.

### Barcelona B
Junto com outros sei companheiros de base, foi incorporado de vez ao Barcelona B na temporada 2013–14.

## Títulos
Barcelona
- División de Honor Juvenil de Fútbol: 2013